# Monodora
Monodora Dunal – rodzaj roślin z rodziny flaszowcowatych (Annonaceae Juss.). Według The Plant List w obrębie tego rodzaju znajduje się 12 gatunków o nazwach zweryfikowanych i zaakceptowanych, podczas gdy kolejnych 9 taksonów ma status gatunków niepewnych (niezweryfikowanych). Występuje naturalnie w klimacie równikowym Afryki oraz na Madagaskarze. Gatunkiem typowym jest M. myristica (Gaertn.) Dunal. Z nasion tego gatunku pozyskuje się przyprawę zwaną muszkatem kalabessa, przypominającą aromatem gałkę muszkatołową.

## Morfologia

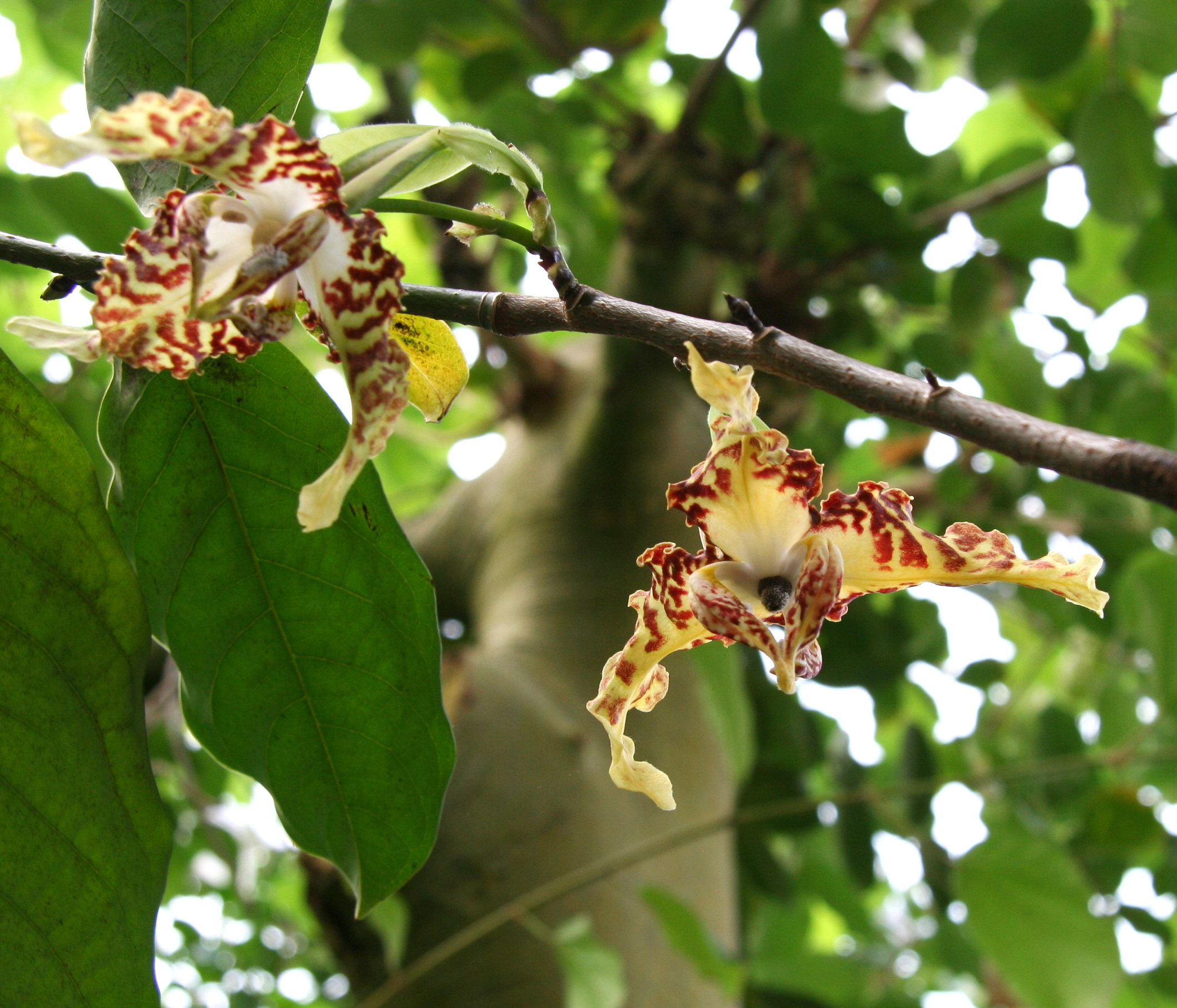
Kwiaty tego rodzaju są bardzo widoczne – tutaj kwiat gatunku M. tenuifolia

PokrójZimozielone drzewa lub krzewy.
LiścieNaprzemianległe, pojedyncze, siedzące, całobrzegie.
KwiatyPromieniste, obupłciowe, pojedyncze, rozwijają się w kątach pędów, zwisające, często osadzone na długich szypułkach. Okwiat jest bardzo widoczny. Mają 3 wolne działki kielicha, nie nakładają się na siebie. Płatków jest 6, ułożonych w dwóch okółkach, zrośnięte u podstawy, różniące się od siebie, zewnętrzne są rozpostarte, natomiast wewnętrzne są wyprostowane. Kwiaty mają liczne pręciki zrośnięte wokół górnej zalążni, składająca się z licznych całkowicie zrośniętych owocolistków, każdy zawiera jedną komorę u podstawy.
OwoceDuże mięsiste owocostany o kształcie od jajowatego do kulistego. Owoce gatunku M. crispata rozwijają się z jednego szczytowego owocolistka, przez co nie przypominają owocostanu. Egzokarp często jest zdrewniały.

## Systematyka
Pozycja według APweb (aktualizowany system APG IV z 2016)
Rodzaj wraz z całą rodziną flaszowcowatych w ramach rzędu magnoliowców wchodzi w skład jednej ze starszych linii rozwojowych okrytonasiennych określanych jako klad magnoliowych.
Lista gatunków
- Monodora angolensis Welw.
- Monodora brevipes Benth.
- Monodora crispata Engl. & Diels
- Monodora grandidieri Baill.
- Monodora junodii Engl. & Diels
- Monodora laurentii De Wild.
- Monodora louisii Boutique
- Monodora minor Engl. & Diels

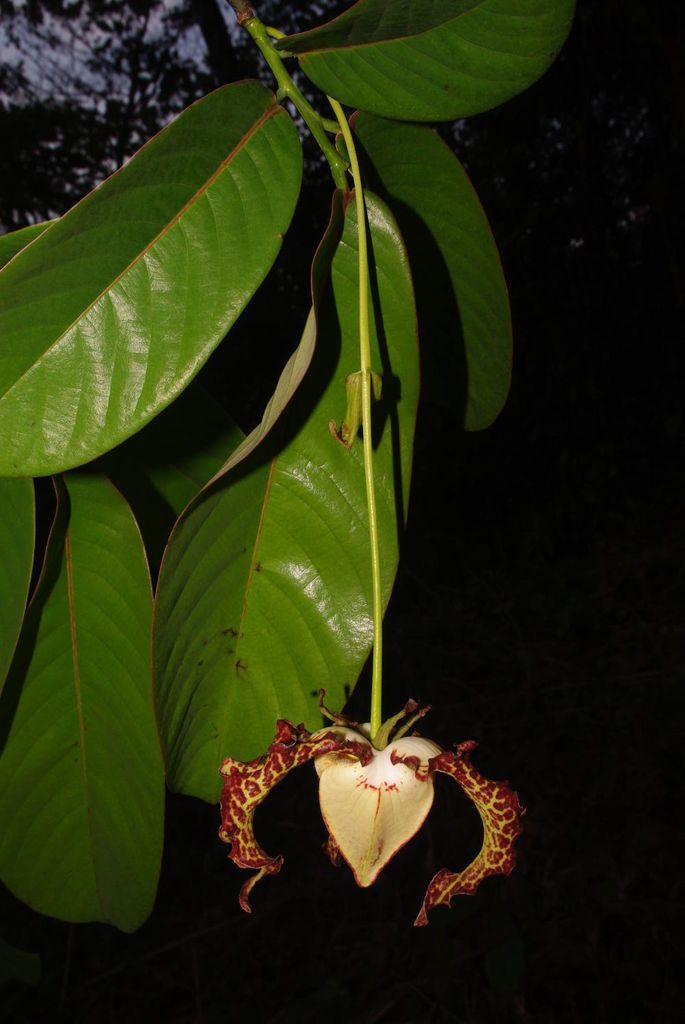
M. myristica

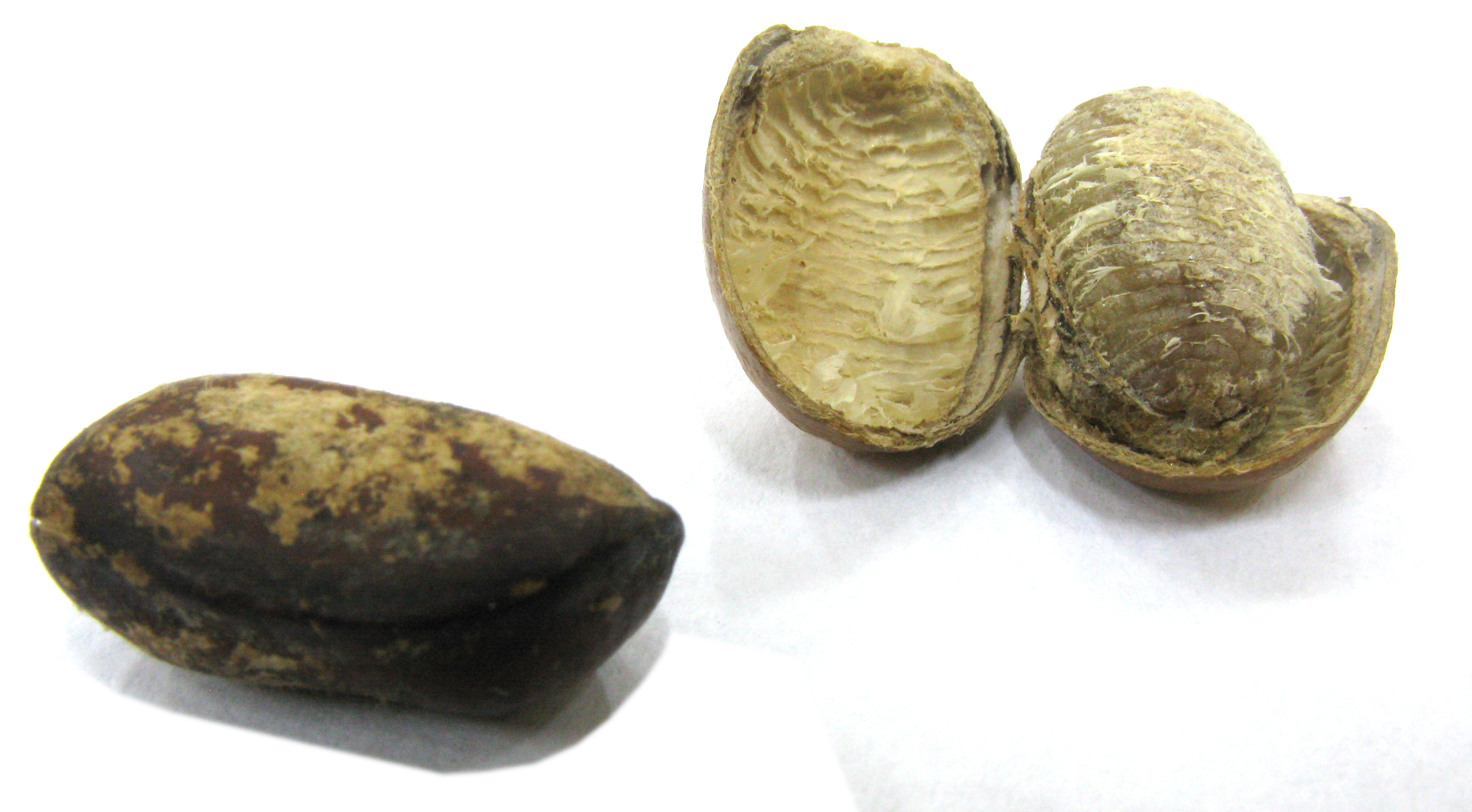
Nasiona gatunku M. myristica

- Monodora myristica (Gaertn.) Dunal
- Monodora tenuifolia Benth.
- Monodora undulata (P.Beauv.) Couvreur
- Monodora unwinii Hutch. & Dalziel

## Zastosowanie
Nasiona gatunku M. myristica, podobne do gałki muszkatołowej, są używane do produkcji różańców. Lokalnie ma także zastosowanie w medycynie niekonwencjonalnej.